# Toshiyuki Someya
Toshiyuki Someya (染谷俊之, Someya Toshiyuki), né le 17 décembre 1987 dans la préfecture de Kanagawa, est un acteur et comédien de doublage japonais.

## Biographie

### Formation et début
En 2008, sur l'intervention de sa mère, Toshiyuki Someya est repéré par le président de GFA Production. Ce dernier lui propose d'intégrer le casting du drama fantastique Koi shite Akuma : Vampire Boy, aux côtés de Rosa Kato et Yuma Nakayama. Someya, de son côté, souhaite devenir professeur de japonais et est en passe d'obtenir son diplôme universitaire en faculté de lettres. Il hésite longuement entre poursuivre dans le professorat ou se lancer dans la carrière de comédien. Son diplôme en poche, il choisit finalement de saisir cette opportunité : il rejoint GFA Production et décide de tenter l'industrie du divertissement.
À 21 ans, il débute en tant qu'acteur et mannequin.
En parallèle, courant 2011, il obtient son diplôme auprès de la troupe Enbu Re Yume Gakuen où il étudie la danse, le théâtre et le cinéma.

### Carrière
Dès le début de sa carrière, il cherche à se diversifier et à alterner entre la scène, les séries et le cinéma.
Sa première apparition scénique marquante a lieu en 2012, dans l'adaptation musicale de Prince du tennis, Tenimyu : son interprétation de Hirakoba Rin lui permet d'acquérir une certaine popularité. Les médias s'intéressent à son profil à la suite de l'engouement que sa prestation provoque sur les réseaux sociaux : en un temps très court, son nombre d'abonnés sur Twitter croît en effet de 700 à 20 000 environ. Il incarne Hirakoba durant deux ans.
En 2017, il apparaît en tant qu'invité dans le drama Aino Mating Agency Inc. dont Ikusaburō Yamazaki, star de comédie musicale et personnalité du petit écran, tient le rôle principal. Yamazaki se montre très élogieux envers son jeu et sa voix ; il l'encourage à persévérer dans cette voie.
Toujours en 2017, Toshiyuki Someya est choisi par le dramaturge Kenichi Suemitsu (en) pour figurer dans sa franchise vampirique TRUMP. Il rejoint ainsi la distribution de Grand Guignol où il campe le personnage principal de cet opus, Dali Delico. Suemitsu salue son duo avec Ryōsuke Miura (Gerhard Fra) ; il estime que ces derniers sont littéralement « tombés amoureux de leurs rôles » et que leur alchimie est l'un des piliers de Grand Guignol. Someya reprend le rôle à deux reprises, avec la suite Cocoon - Upon one of the Star (2019) et la préquelle Marionnette Hotel (2024).
En 2022, il retrouve Ryōsuke Miura pour la pièce de théâtre participative The Lost Sheep.

### Vie privée
Toshiyuki Someya pratique l'acrobatie, la gymnastique, le volley-ball et l'escrime.

## Filmographie(sélection partielle)

### Cinéma
- 2011 : Nana et Kaoru : Yagami Hiroshi
- 2012 : Nana et Kaoru 2 : Yagami Hiroshi
- 2013 : Gewalt : Taro Misawa
- 2017 : Mustard Chocolate : Asano
- 2017 : Messiah Gaiden: Kyokuya Polar Night : Mamiya Seiren
- 2019 : Koisuru futari : Shunsuke Katagiri
- 2021 : Napoleon and Me : Iwata Shingo
- 2023 : GenePro★7 : Yakino Yuma

### Télévision
- 2009 : Koi shite Akuma : Vampire Boy : Date Masayuki
- 2015 : Hakuouki SSL - sweet school life : Saito Hajime
- 2017 : Aino Mating Agency Inc. : Shinya Sawada (épisode 4)
- 2018 : Ginga Tetsudou 999 Galaxy Live Drama : Le comte Mécanique
- 2019-2023 : REAL FAKE : Moriya Hidetoshi
- 2019 : Onzoshi Boys : Muto Takumi
- 2023 : Sabusuku Furin : Morisawa
- 2021 : Utsukushii Kare : Iruma
- 2024 : Solliev0 : Amatsuki Haruhi

### Doublage
- 2018 : HUGtto! PreCure : Anri Wakamiya
- 2018 : Here and Now : Ramon Bayer-Boatwright (Daniel Zovatto)
- 2020 : Star Trek: Picard : Elnor (Evan Evagora)

## Scénographie(sélection partielle)
- 2012-2013 : Tenimyu : Hirakoba Rin
- 2015 : Fushigi Yuugi : Nuriko
- 2017 : TRUMP : Grand Guignol : Dali Delico
- 2018 : Galaxy Express 999 ~GALAXY OPERA~ : Le Comte mécanique
- 2019 : TRUMP : Cocoon - Upon one of the Star : Dali Delico
- 2022 : Train de nuit dans la Voie lactée : Giovanni
- 2022 : The Lost Sheep : Aoi Makoto
- 2024 : TRUMP : Marionnette Hotel : Dali Delico